# Europees kampioenschap voetbal 2012 (Groep C) Italië - Kroatië
Dit artikel gaat over de wedstrijd in de groepsfase in groep C tussen Italië en Kroatië die gespeeld werd op 14 juni 2012 tijdens het Europees kampioenschap voetbal 2012.
Het was de dertiende wedstrijd van het toernooi en deze werd gespeeld in het Stadion Miejski in Poznań.

## Voorafgaand aan de wedstrijd
- Op de FIFA-wereldranglijst van mei 2012 stond Italië op de 12e plaats, Kroatië op de 8e plaats.[1]
- Italië en Kroatië hebben elkaar zes keer eerder ontmoet op het voetbalveld. Italië won een van de zes duels en Kroatië drie van de zes, er werd twee keer gelijkgespeeld.
- In de zes onderlinge duels scoorde beiden landen zeven keer.

## Wedstrijdgegevens

De basisopstellingen van beide landen

| Datum                | 14 juni 2012                   | 14 juni 2012                   |
| Wedstrijdnummer      | 13                             | 13                             |
| Stadion              | Stadion Miejski, Poznań        | Stadion Miejski, Poznań        |
| Toeschouwers         | 37.096                         | 37.096                         |
| Scheidsrechter       | Howard Webb                    | Howard Webb                    |
| Assistenten          | Peter Kirkup Michael Mullarkey | Peter Kirkup Michael Mullarkey |
| Vierde man           | Pavel Královec                 | Pavel Královec                 |
| Man van de wedstrijd | Andrea Pirlo                   | Andrea Pirlo                   |
|                      | Italië                         | Kroatië                        |
| Doelpunten           | 1                              | 1                              |
| Gele kaarten         | 2                              | 1                              |
| Rode kaarten         | 0                              | 0                              |
| Wissels              | 3                              | 3                              |
| Schoten op doel      | 8                              | 7                              |
| Schoten naast doel   | 7                              | 1                              |
| Overtredingen        | 14                             | 22                             |
| Hoekschoppen         | 6                              | 3                              |
| Buitenspel           | 3                              | 1                              |
| Vrije trappen        | 23                             | 17                             |
| Balbezit (tijd)      | 0                              | 0                              |
| Balbezit (%)         | 52                             | 48                             |

| Italië | 1-1             | Kroatië |
| Andrea Pirlo 39' | goals (assists) | 72' Mario Mandžukić |
| Cesare Prandelli | bondscoach      | Slaven Bilić |
| Gianluigi Buffon Giorgio Chiellini Daniele De Rossi Leonardo Bonucci Thiago Motta 63' Claudio Marchisio Emanuele Giaccherini Andrea Pirlo Christian Maggio Antonio Cassano 83' Mario Balotelli 70' | opstellingen    | Stipe Pletikosa Vedran Ćorluka Gordon Schildenfeld Ivan Strinić Darijo Srna Ognjen Vukojević 68' Ivan Perišić Ivan Rakitić Luka Modrić 83' Nikica Jelavić 90+5' Mario Mandžukić |
| Riccardo Montolivo 63' Antonio Di Natale 70' Sebastian Giovinco 83' | wissels         | 68' Danijel Pranjić 83' Eduardo da Silva 90+5' Niko Kranjčar |
| Thiago Motta 57' Riccardo Montolivo 80' | gele kaarten    | 86' Gordon Schildenfeld |
| | rode kaarten    | |

## Wedstrijden
| Groepswedstrijden | | | |
| Groep A | Groep B | Groep C                                                                                               | Groep D |
| Polen - Griekenland Rusland - Tsjechië Griekenland - Tsjechië Polen - Rusland Tsjechië - Polen Griekenland - Rusland | Nederland - Denemarken Duitsland - Portugal Denemarken - Portugal Nederland - Duitsland Portugal - Nederland Denemarken - Duitsland | Spanje - Italië Ierland - Kroatië Italië - Kroatië Spanje - Ierland Kroatië - Spanje Italië - Ierland | Frankrijk - Engeland Oekraïne - Zweden Oekraïne - Frankrijk Zweden - Engeland Engeland - Oekraïne Zweden - Frankrijk |
| Kwartfinales | | | |
| Tsjechië - Portugal                                                                                                  | Duitsland - Griekenland | Spanje - Frankrijk                                                                                    | Engeland - Italië |
| Halve finales | | | |
| ‎Portugal - Spanje | ‎Portugal - Spanje | Duitsland - Italië                                                                                    | Duitsland - Italië                                                                                                   |
| Finale | | | |
| Spanje - Italië | | | |